# Epidendrum orthophyllum
Epidendrum orthophyllum är en orkidéart som beskrevs av Eric Hágsater och Dodson. Epidendrum orthophyllum ingår i släktet Epidendrum och familjen orkidéer.
Artens utbredningsområde är Ecuador. Inga underarter finns listade i Catalogue of Life.